# Lorttjärnen (Sunne socken, Värmland)
Lorttjärnen är en sjö i Sunne kommun i Värmland och ingår i Göta älvs huvudavrinningsområde. Sjöns area är 0,007 kvadratkilometer och den befinner sig 216 meter över havet.